# Rüchi
Rüchi är en bergstopp i Schweiz.   Den ligger i kantonen Glarus, i den östra delen av landet, 120 km öster om huvudstaden Bern. Toppen på Rüchi är 2 850 meter över havet.
Terrängen runt Rüchi är huvudsakligen mycket bergig. Närmaste större samhälle är Glarus, 19,0 km norr om Rüchi. 
Trakten runt Rüchi består i huvudsak av gräsmarker. Runt Rüchi är det glesbefolkat, med 11 invånare per kvadratkilometer.